# Fruita tropical

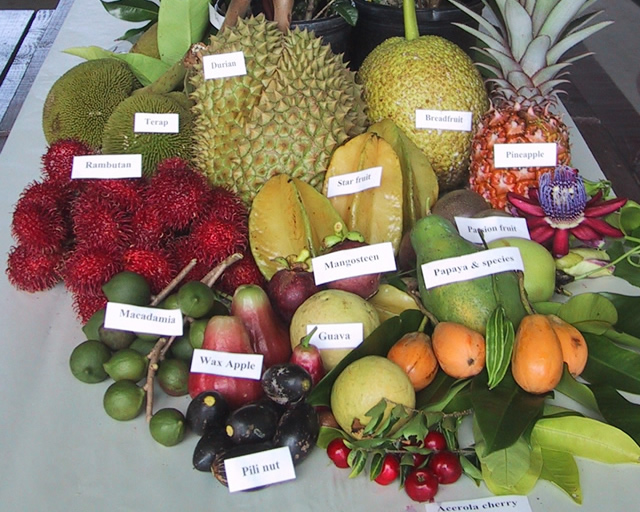
Exemples de fruites tropicals: rambutan, dúrio, frutipan, pinya d'Amèrica, nou de macadàmia, jamalac, nous de pili, mangostan, acerola, papaia i granadilla.

Una fruita tropical es defineix com una fruita de les zones de clima tropical o subtropical. Les fruites tropicals tenen en comú el fet de no suportar el fred i poder rebre danys o trastorns en el desenvolupament quan la temperatura cau per sota de 4 °C.
Els països exportadors de fruites tropicals són a l'Extrem Orient, Amèrica Llatina i Carib o en menor mesura a l'Àfrica. Les quatre principals fruites per volum d'exportació són el mango, el pinya d'Amèrica, la papaia i l'alvocat.
Les fruites tropicals sovint són anomenades «fruites exòtiques» als països on són importades i consumides, encara que aquest terme no fa referència a cap realitat biològica i no designa cap hàbitat de procedència en particular.

## Hàbitat

Distribució dels climes tropicals (verd clar) en el món.

Per definició, el clima tropical és un tipus de clima present a les regions entre els tròpics, des de les latituds 15 a 25° Nord i Sud, nogensmenys les fruites tropicals no es limiten a aquestes àrees. Hi ha regions en latituds més altes, on les condicions climàtiques són similars a les dels tròpics. Per aquestes raons, s'accepta que el clima tropical s'estén fins al paral·lel trentè.
El que caracteritza a les fruites tropicals no és l'àrea geogràfica on creixen sinó el clima circumdant. Moltes fruites tropicals es conreen en zones que no estan classificades com a tropicals o subtropicals, encara que gaudeixen d'un ambient càlid, temperatura constant i una temperatura mitjana de 27 °C.

## Mercat de fruites tropicals
La unió Europea és un mercat amb un nivell de vida elevat, que exigeix qualitat en els productes que adquireix i és obert per a les fruites tropicals.
El mercat Europeu és dominat en el comerç al detall per la distribució moderna sota les formes de supermercats i d'hipermercats. Aquests modes de distribució controlen, segons els països, entre 50 i 75% de les vendes al detall (Secretaria General de la Comunitat Andina, 2000).
El mateix document esmenta que la qualitat a Europa es declina en quatre aspectes fonamentals:
- La normalització dels productes.
- La qualitat gustativa.
- La qualitat sanitària i l'estricta limitació de residus sobre els productes alimentaris.
- El reciclatge dels empaquetatges així com el seu tractament a base de productes químics.

És important de mencionar que Europa té formats de presentació per als productes que importa: un dels principals és que els productes que venen empacats i estivats en palets han de tenir les següents mesures : palets de 0.8 metres d'amplada amb una alçària d'1.20 metres o palets d'1 metre d'amplària amb 1.20 metres d'alçària.
A Europa la comercialització de fruites tropicals és principalment feta per les grans xarxes de distribució, les quals estan ben organitzades i disposen d'infraestructures gegantesques d'emmagatzematge i mitjans de distribució ràpids al detallista. Això les fa molt competitives i poderoses per a fer pressió en la qualitat, presentació i els preus dels productes importats.
Cal destacar que la Unió Europea al gener del 2002 estrenà l'Euro com a moneda única de negociació internacional, la qual cosa feu adquirir ràpidament un fort valor al mercat, en el qual totes les transaccions comercials es fan en euros.
L'entrada de les fruites tropicals al mercat europeu es fa per via marítima i aèria, tanmateix per raons de logística i costs la primera és la més utilitzada. La via aèria és més utilitzada per al transport de fruites peribles i als països que no disposen de la logística marítima.
A Europa les fruites tropicals que utilitzen el transport marítim en la majoria arriben als principals ports Europeus de països com França, Holanda, Alemanya, Itàlia i el Reialme Unit, els quals tenen una logística molt bé desenvolupada.
És important d'esmentar que de les importacions de fruites que fan els països abans citats, una part són reexportades a la resta d'Europa, la qual cosa explica molt bé ell el perquè de les importants exportacions que reflecteixen aquests països en les estatístiques recopilades (veure annexos).
Una vegada arribats els productes als ports o aeroports, són portats cap als centres de distribució que tenen els països importadors. A Espanya hi ha la xarxa COMPRA que funciona com a centre d'apilament i distribució als detallistes com també als supermercats i hipermercats.
En les fruites tropicals algunes són més conegudes que les altres i ocupen diferents percentatges de quotes al mercat.

### Producció

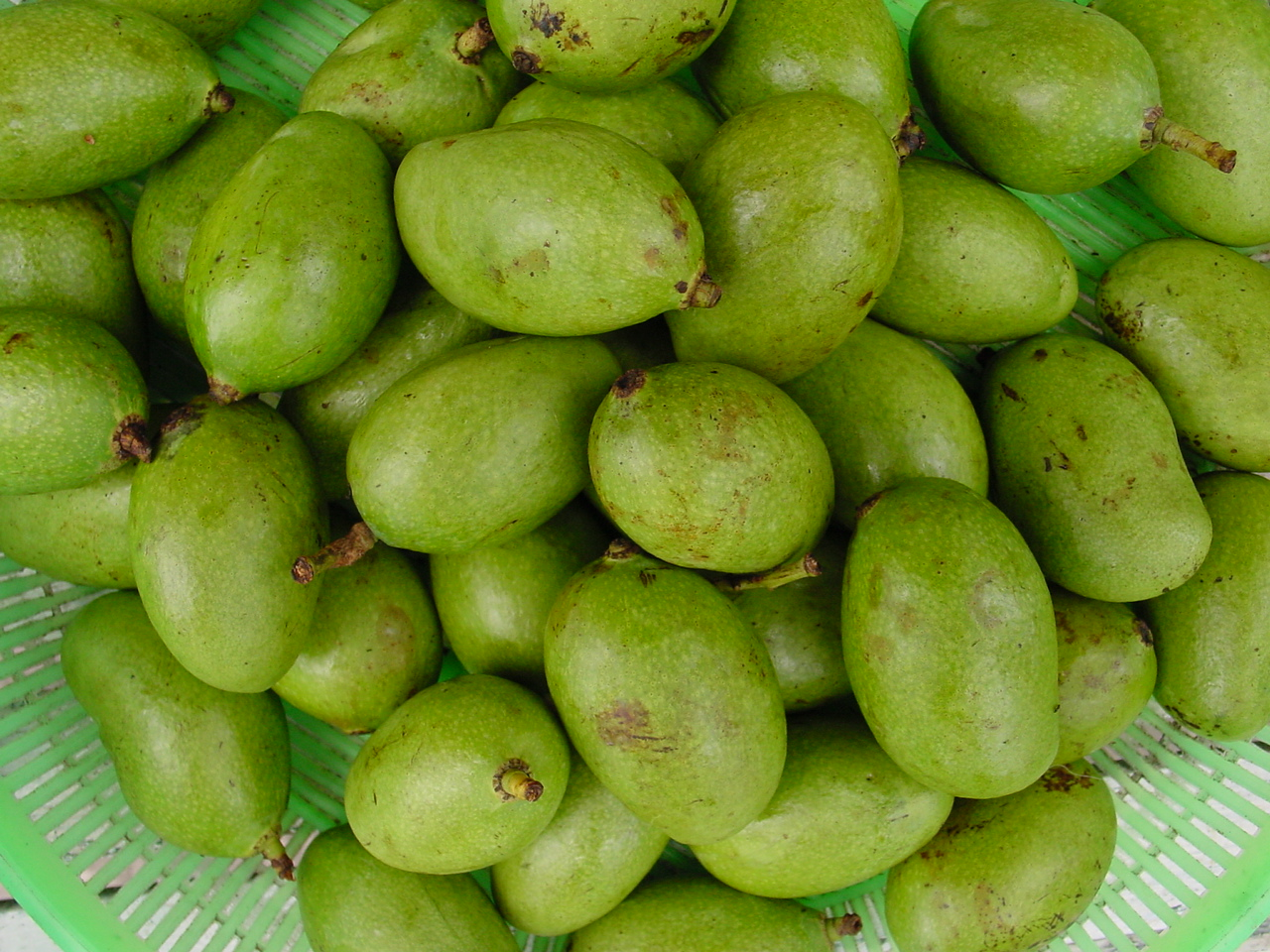
Mango.

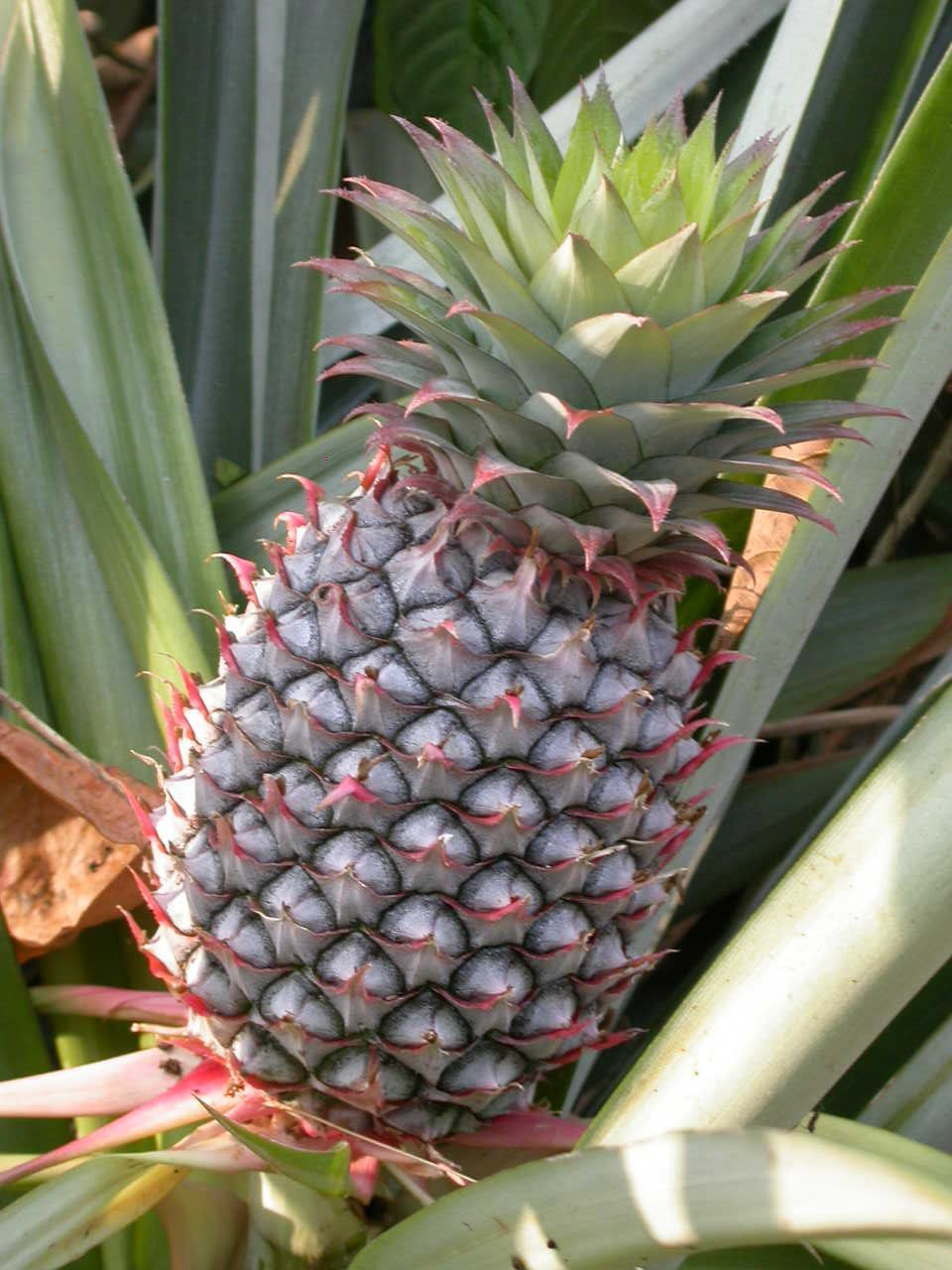
Pinya dAmèrica.

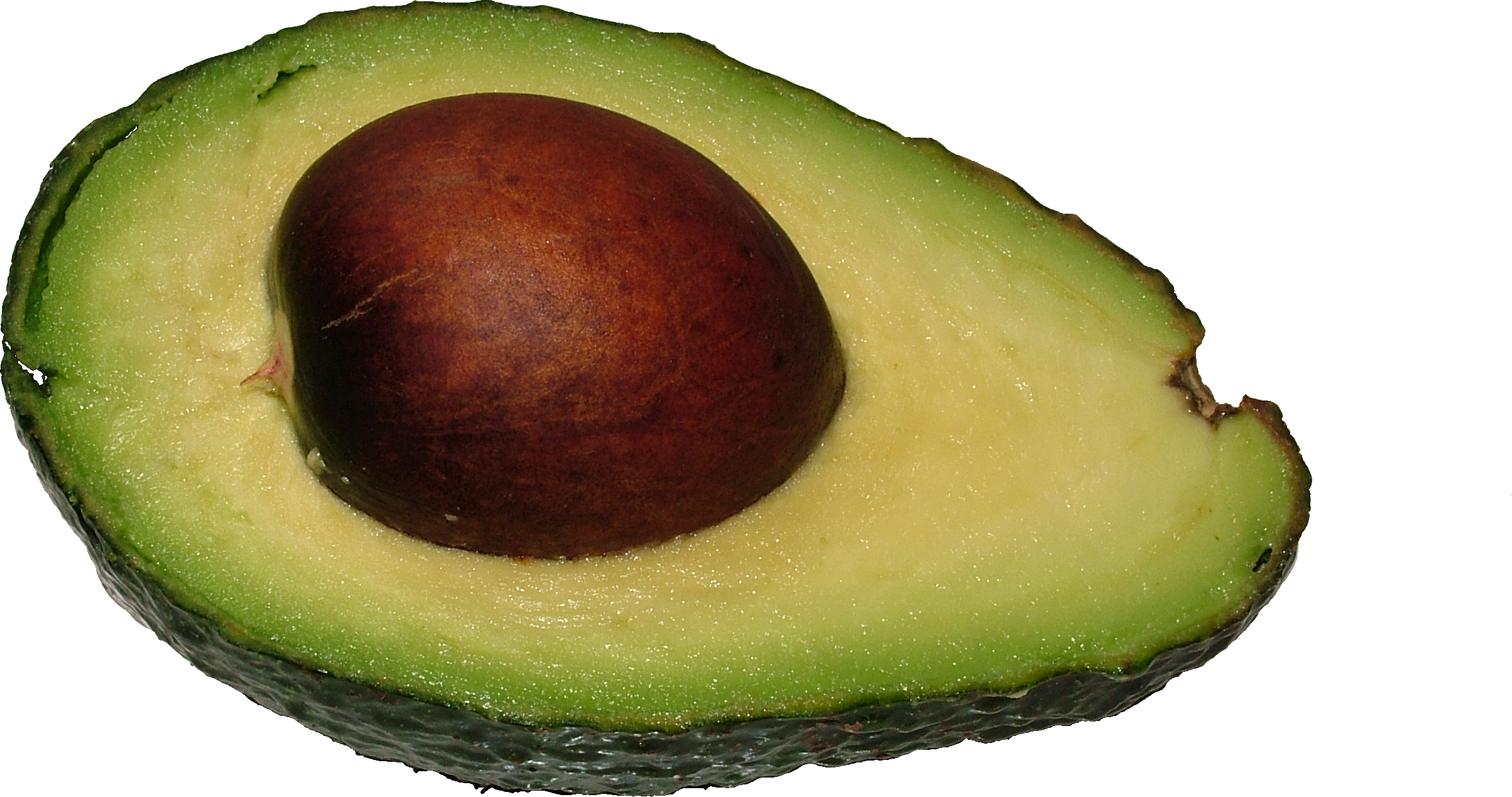
Alvocat.

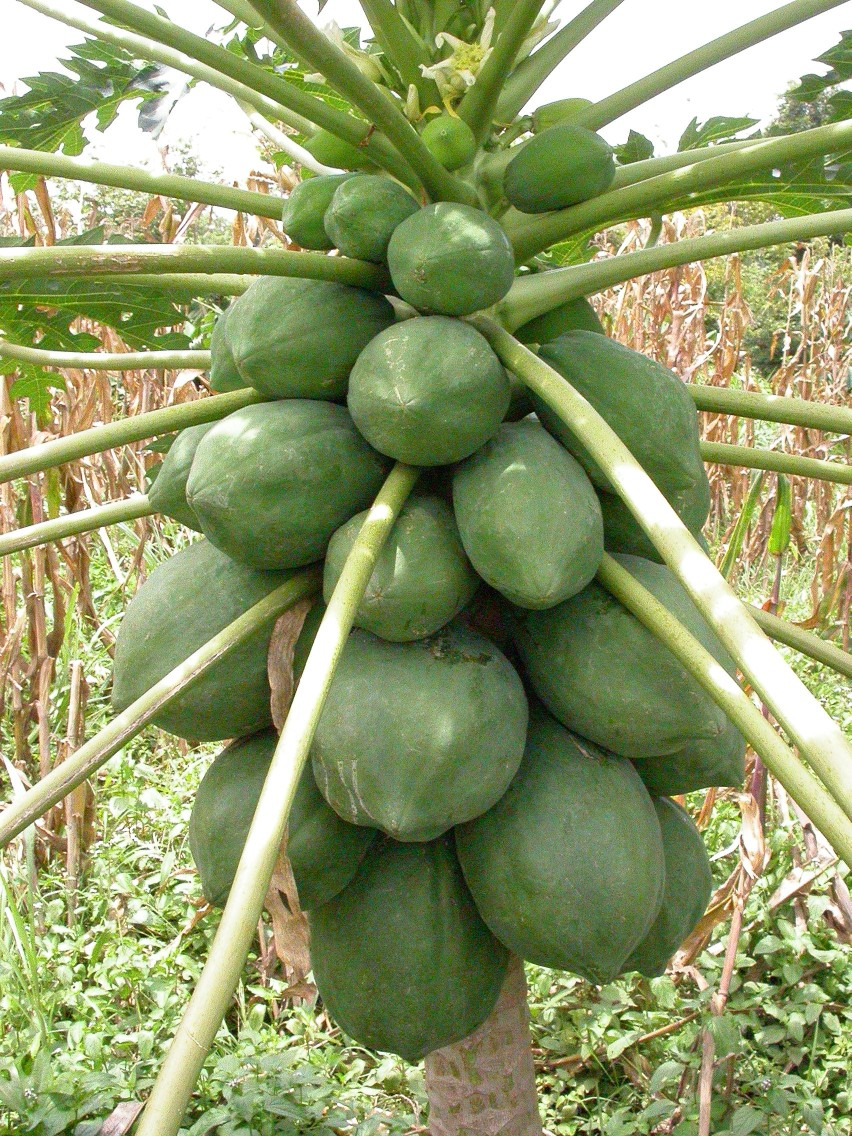
Papaia.

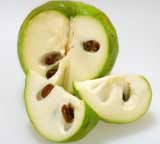
Xirimoia.

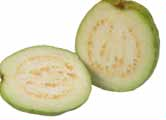
Guava.

El 98% dels països productors de fruites tropicals són països en desenvolupament mentre que els països desenvolupats representen vora 80% dels països importadors d'aquestes fruites. La participació dels països en desenvolupament va ser de 96% el 1988-90 i s'esperava que augmentés a 99% el 2010. Les fruites tropicals, incloent-hi les més conreades, la pinya, el mango, l'alvocat i la papaia, representen aproximadament 75% de les exportacions de productes frescos tropicals.
El 2004, la producció mundial de fruites tropicals s'ha estimat a 67,7 milions de tones, entre les quals les quatre fruites dites "fruites tropicals majors, representen la major part:
- el mango 24,3 milions de tones, 36% de la de la producció);
- el pinya d'Amèrica (15,5 milions de tones i 23%);
- la papaia (8,5 milions de tones i 12,6%);
- l'alvocat (3,3 milions de tones i 4,8%).[11]

Aquestes quatre fruites representen 75% de la producció mundial de fruites tropicals i 90% de les exportacions. La resta de la producció, dita "productes tropicals menors", inclou el rambutan litxi, dúrio, la guaiaba i fruita de la passió per un total de 16 milions de tones.
| Anys               |                          |           |        |        |        |
| Grup de fruites    | Fruites                  | 1999-2001 | 2002   | 2003   | 2004   |
| FRUITES PRINCIPALS | Mango                    | 22 254    | 24 554 | 23 864 | 24 337 |
| FRUITES PRINCIPALS | Índia                    | 10 184    | 11 345 | 10 800 | 10 800 |
| FRUITES PRINCIPALS | Tailàndia                | 1598      | 1750   | 1750   | 1750   |
| FRUITES PRINCIPALS | Mèxic                    | 1548      | 1413   | 1362   | 1655   |
| FRUITES PRINCIPALS | Pinya d'Amèrica          | 14 540    | 15 144 | 15 053 | 15 480 |
| FRUITES PRINCIPALS | Filipines                | 1581      | 1636   | 1696   | 1700   |
| FRUITES PRINCIPALS | Tailàndia                | 2035      | 1700   | 1700   |        |
| FRUITES PRINCIPALS | Xina                     | 1234      | 1348   | 1475   |        |
| FRUITES PRINCIPALS | Alvocat                  | 2998      | 3106   | 3276   |        |
| FRUITES PRINCIPALS | Mèxic                    | 909       | 897    | 905    | 1040   |
| FRUITES PRINCIPALS | Indonèsia                | 138       | 238    | 256    | 270    |
| FRUITES PRINCIPALS | Estats Units             | 192       | 181    | 213    | 200    |
| FRUITES PRINCIPALS | Papaia                   | 7029      | 8232   | 8401   | 8505   |
| FRUITES PRINCIPALS | Índia                    | 1670      | 2590   | 2600   | 2600   |
| FRUITES PRINCIPALS | Brasil                   | 1444      | 1598   | 1600   | 1600   |
| FRUITES PRINCIPALS | Mèxic                    | 705       | 689    | 791    |        |
| FRUITES PRINCIPALS | Total fruites principals | 46 457    | 50 899 | 50 425 | 51 599 |
| FRUITES MENORS     | Filipines                | 2978      | 3200   | 3300   | 3300   |
| FRUITES MENORS     | Indonèsia                | 1353      | 2210   | 2832   | 3200   |
| FRUITES MENORS     | Índia                    | 2850      | 2800   | 2900   | 2900   |
| FRUITES MENORS     | Total fruites menors     | 13 370    | 14 913 | 15 612 | 16 102 |
| Producció total    | 59 827                   | 65 812    | 66 037 | 67 701 |        |

### Exportacions
Les fruites tropicals són una font d'alimentació en els països productors, però la seva exportació és una font important d'ingressos. El 90% de la producció es consumeix localment, el 5% s'exporta com a fruita fresca i el 5% en forma de productes transformats. El 2003, el valor d'exportació de les fruites tropicals (fresques i transformades) va ascendir a 3,9 miliards de dòlars. El 2004, Amèrica Llatina i el Carib van representar el 61% de les exportacions de fruites tropicals fresques, l'Extrem Orient 22% i Àfrica el 10%. Al mercat de les fruites, l'Extrem Orient representa el 75% de les exportacions (xifres de 2003).

### Importacions
Els principals mercats importadors de fruites tropicals són els Estats Units, la Unió Europea i Japó i, en menor mesura, Canadà i alguns països asiàtics (Singapur, Corea del Sud, Xina, Hong Kong, etc.). El 81% (41% per als Estats Units i 32% per a la UE) de les principals fruites tropicals han estat exportades a països desenvolupats.

## Llista no exhaustiva de fruites tropicals

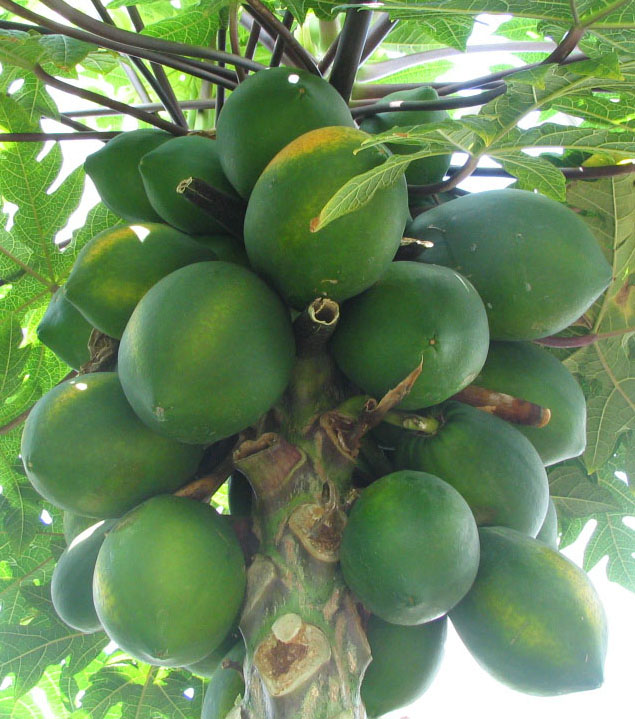
Papaies

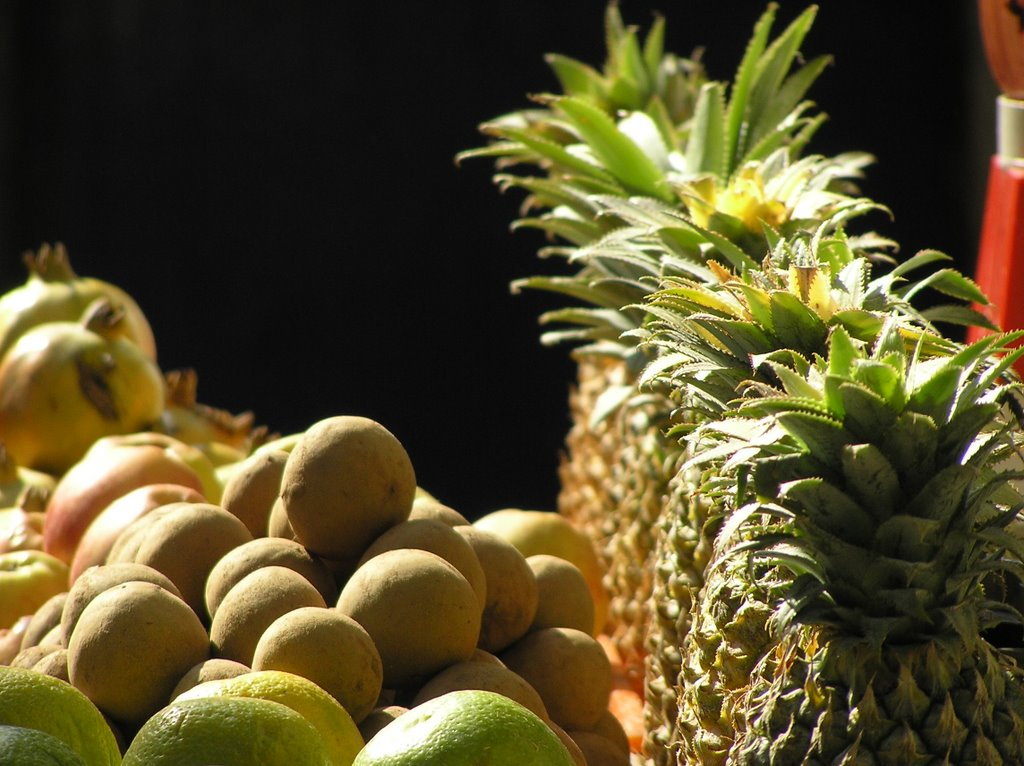
Un assortiment de fruits tropicals a la Universitat de Hiderabad a l'Índia

| Índex A B C D E F G H I J K L M N O P Q R S T U V W X Y Z |

### A
- Abiu (Pouteria caimito; Sapotaceae)
- Açaí (Euterpe oleracea; Arecaceae), o Assai
- Acerola (Malpighia glabra; Malpighiaceae)
- Ackee (Blighia sapida o Cupania sapida; Sapindaceae)
- Aleurites moluccana; (Euphorbiaceae)
- Alvocat (Persea americana; Lauraceae)
- Ametlla de l'Índia (Terminalia catappa Combretaceae)
- Anacardium occidentale; Anacardiaceae)
- Annona diversifolia; Annonaceae)
- Annona montana; Annonaceae)
- Annona reticulata; Annonaceae)
- Annona scleroderma; Annonaceae)
- Annona squamosa; Annonaceae)
- Araza
- Areca catechu; Arecaceae)
- Artocarpus hypargyreus; Moraceae)
- Artocarpus integer; Moraceae)
- Artocarpus rigidus;Moraceae)
- Asimina triloba; Annonaceae)
- Artocarpus camansi; (Moraceae)
- Ata Annona squamosa; Annonaceae)
- Atanga (Dacryodes edulis)
- Atemoya Annona cherimola X Annona squamosa; Annonaceae)

### B
- Babaco (Carica pentagona; Caricaceae)
- Baccaurea ramiflora, (raïm de Birmània)
- Bactris gasipaes; Arecaceae)
- Bacupari (Garcinia gardneriana)
- Bacuri (Platonia esculenta; Guttiferae)
- Bael (Aegle marmelos; Rutaceae)
- Banana (Musa spp.; Musaceae);
- Bignay (Antidesma bunius; Euphorbiaceae)
- Bilimbi (Averrhoa bilimbi; Oxalidaceae)
- Biribi (Rollinia deliciosa; Annonaceae)
- Bouea macrophylla (Anacardiaceae)
- Brosimum alicastrum; Moraceae)
- Byrsonima crassifolia; Malpighiaceae)
- Bunchosia argentea; Malpighiaceae)
- Butia capitata; ??)
- Bitter Gourd
- Black Sapote

### C
- Cacau (Theobroma cacao; Sterculiaceae)
- Cafè (Coffea arabica; Rubiaceae)
- Caimito (Pouteria caimito; Sapotaceae)
- cajamanga, (Spondias cytherea);
- Calamansi
- Camucamu (Myrciaria dubia; Myrtaceae)
- Canarium album; Burseraceae)
- Pili, Canarium ovatum; Burseraceae)
- Canistel (Pouteria campechiana; Sapotaceae)
- Capoc (Ceiba pentandra; Bombacaceae)
- Caqui asiàtic Diospyros lotus; Ebenaceae)
- Caqui oriental Diospyros kaki; Ebenaceae)
- Carambola Averrhoa carambola; Oxalidaceae)
- Caranda (Carissa carandas; Apocynaceae)
- Cardamom (Elettaria cardamomum; Zingiberaceae)
- Chrysophyllum cainito; Chrysobalanaceae)
- Chrysobalanus icaco; Chrysobalanaceae)
- Cinamon (Cinnamomum zeylanicum; Lauraceae)
- Citropsis schweinfurthii; Rutaceae)
- Citrus grandis; Rutaceae)
- Coccoloba uvifera; Polygonaceae)
- Cocona (Solanum sessilifolium; Solanaceae)
- Coco de mar (Lodoicea maldivica; Arecaceae)
- Coco (Cocos nucifera; Arecaceae)
- Cola (Cola acuminata; Sterculiaceae)
- Crescentia cujete
- Chrysobalanus icaco; Chrysobalanaceae)
- Chrysophyllum oliviforme; Sapotaceae)
- Cupuassu (Theobroma grandiflorum; Malvaceae)

### D
- Dàtil (Phoenix dactylifera; Arecaceae)
- Dialium indum; Leguminosae)
- Dillenia indica; Dilleniaceae)
- Diospyros lotus; Ebenaceae)
- Pomera de cafres (Dovyalis caffra; (Flacourtiaceae).
- Dovyalis hebecarpa; Flacourtiaceae
- Duku (Lansium domesticum; Meliaceae)
- Dúrio (Durio zibethicus; Bombacaceae)

### E
- Emblica (Phyllanthus emblica, Emblica officinalis; Euphorbiaceae)
- Eugenia aggregata; Myrtaceae)
- Grumixama (Eugenia brasiliensis; Myrtaceae)

### F
- Feijoa, Feijoa sellowiana; Myrtaceae)
- Flacourtia indica; Flacourtiaceae)
- Flacourtia rukan; Flacourtiaceae)

### G
- Garcinia xanthochymus; Guttiferae)
- Golden Apple
- Grewia subinaequalis; Tiliaceae)
- Guaiaba (Psidium guajava; Myrtaceae)
- Guanàbana (Annona muricata; Annonaceae)
- Guaranà (Paullinia cupana; Sapindaceae)

### H
- Huito (Genipa americana; Rubiaceae)

### I
- Illama (Annona diversifolia; Annonaceae)
- Imbe (Garcinia livingstonei)
- Indian almond
- Indian fig

### J
- Jaboticaba (Myrciaria cauliflora; Myrtaceae)
- Jackfruit (Artocarpus heterophyllus Moraceae)
- Jambo (Eugenia malaccensis)
- Jambul (Syzygium cumini; Myrtaceae)
- Jatobà (Hymenae coubaril; Leguminosae) Caesalpinioideae)
- Jocote

### K
- Kaffir (Citrus hystrix; Rutaceae)
- Kandis (Garcinia forbesii; Clusiaceae)
- Kitembilla (Dovyalis hebecarpa; Flacourtiaceae)
- Kiwi (Actinidia; Actinidiaceae)
- Korlan
- Kundong (Garcinia sp.; Clusiaceae)

### L
- Lablab
- Lagenària siceraria; (Cucurbitaceae)
- Lakoocha (Artocarpus lakoocha; Moraceae)
- Langsat (Lansium domesticum),
- Lanzones (Lansium domesticum; Meliaceae)
- Latka (Baccaurea sapida; Phyllanthaceae)
- Leucaena
- Llimona (Citrus limon; Rutaceae)
- Llimona dolça (Citrus aurantifolia; Rutaceae)
- Longan (Euphoria longana; Sapindaceae)
- Louvi (Flacourtia inermis; Flacourtaceae)
- Lucuma (Pouteria campechiana; Sapotaceae)
- Litxi (Litchi chinensis; Sapindaceae)

### M
- Mabolo (Diospyros discolor; Ebenaceae)
- Macadàmia (Macadamia integrifolia; Proteaceae)
- Macadamia tetraphylla; Proteaceae)
- Malpighia glabra; Malpighiaceae)
- Melicoccus bijugatus; Sapindaceae)
- Mammea americana; Guttiferae)
- Mamey (Pouteria sapota; Sapotaceae)
- Melicoccus bijugatus; Sapindaceae)
- Mangaba (Hancornia speciosa; Apocynaceae)
- mango comú (Mangifera indica; Anacardiaceae)
- Mangostà (Garcinia mangostana; Guttiferae)
- Manihot esculenta; Euphorbiaceae)
- Maprang (Bouea macrophylla; Anacardiaceae)
- Maracujà-açu
- Melicoccus bijugatus; Sapindaceae)
- Monstera deliciosa; Araceae)
- Moringa oleifera; Moringaceae)
- Moringa stenopetala; Moringaceae)
- Moringa drouhardii; Moringaceae)
- Myrciaria floribunda; Myrtaceae)
- Melinjo
- Melon Pear
- Monstera (Monstera deliciosa; Araceae)
- Morinda
- Morus nigra; Moraceae)
- Morus rubra; Moraceae)
- Morus alba; Moraceae)
- Mundu
- Murraya koenigii; Rutaceae)
- Mung Bean
- Muskmelon

### N
- Naranjilla (Solanum quitoense; Solanaceae)
- Neem (Azadirachta indica; Meliaceae)
- Noni (Morinda citrifolia; Rubiaceae)
- Nou del Brasil
- Nou moscada, Myristica fragrans; (Myristicaceae)

### P
- Palmera d'oli (Elaeis guineensis; Arecaceae)
- Palmera de Palmira (Borassus flabellifer; Arecaceae)
- Palmera Pindo (Butia capitata; Arecaceae)
- Papaia (Carica papaya; Caricaceae)
- Passiflora spp.; Passifloraceae)
- Passiflora coccinea; Passifloraceae)
- Passiflora edulis f edulis; Passifloraceae)
- Passiflora edulis f flavicarpa; Passifloraceae)
- Passiflora incarnata; Passifloraceae)
- Passiflora ligularis; Passifloraceae)
- Passiflora platyloba; Passifloraceae)
- Passiflora quadrangularis; Passifloraceae)
- Pequi (Caryocar brasiliensis; Caryocaraceae)
- Phyllanthus acidus; Phyllanthaceae)
- Phyllanthus emblica; Euphorbiaceae)
- Physalis peruviana; Solanaceae)
- Pithecellobium dulce; Leguminosae)
- PPsidium cattleyanum; Myrtaceae)
- Psidium friedrichsthalianum; Myrtaceae)
- Psidium guineense; Myrtaceae)
- Psidium rufum; Myrtaceae)
- Pitaia (Hylocereus spp.; Cactaceae)
- Pitomba-das-Guinas o mamoncillo
- Pewa (pupunha en portuguès)
- Pigeon Pea
- Pinya americana (Ananas comosus; Bromeliaceae)
- Pitanga Eugenia uniflora; Myrtaceae)
- Pitomba (Eugenia luschnathiana o Talisia esculenta)
- Pimenta dioica; Myrtaceae)
- Plàtan de cuinar
- Pulasan (Nephelium mutabile; Sapindaceae)
- Pupunha (Bactris gasipaes; Arecaceae)
- Prunus salicifolia; Rosaceae)

### Q
- Quararibea cordata; (Malvaceae)

### R
- Rambutan (Nephelium lappaceum; Sapindaceae)
- Rheedia acuminata; Guttiferae)
- Ridged Gourd
- Rollinia mucosa; Annonaceae)

### S
- Salak (Salacca edulis; Arecaceae)
- Santol (Sandoricum koetjape; Meliaceae)
- Sapodilla (Manilkara zapota; Sapotaceae)
- Sicana odorifera; Cucurbitaceae)
- Spondias cytherea; Anacardiaceae)
- Spondias mombin; Anacardiaceae)
- Spondias pinnata; Anacardiaceae)
- Spondias purpurea; Anacardiaceae)
- Stelechocarpus burakol; Annonaceae)
- Syzygium aqueum; Myrtaceae)
- Syzygium aromaticum; Myrtaceae)
- Syzygium luehmannii; Myrtaceae)
- Syzygium jambos; Myrtaceae)
- Syzygium malaccense; Myrtaceae)
- Synsepalum dulcificum; Sapotaceae)
- Strawberry Pear
- Sweet Granadilla
- Sweet orange
- Sweet pepper

### T
- Tamarind (Tamarindus indica; Leguminosae)
- Taperebà
- Terminalia catappa; Combretaceae)
- Trifasia trifolia; Rutaceae

### V
- Vainilla (Vanilla planifolia; Orchidaceae)

### W
- Clausena lansium; Rutaceae)
- Syzygium aqueum; Myrtaceae)
- Síndria
- Syzygium samarangense; Myrtaceae)
- Wax Gourd
- Casimiroa edulis; Rutaceae)
- Winged Bean
- Feronia limonia; Rutaceae)

### X
- Xirimoia (Annona cherimola; Annonaceae)

### Y
- Yantok (Calamus manillensis)

### Z
- Ziziphus ziziphus; Rhamnaceae)
- Ziziphus mauritiana; Rhamnaceae)